# 엑스트라 칼비니스티쿰
엑스트라 칼비니스티쿰  (extra-Calvinisticum, The Calvinistic beyond/outside)이란  영원하신 아들인 그리스도가 그의 초기 지상사역 동안과 영원히 육체 밖에서도 (etiam extra carnem, alsobeyond the flesh) 존재하고 활동하신다는 것을 강조하는 칼뱅신학의 중요한 교리이다. 이 용어는 칼빈파 신학자들을 순수 루터파가 이런 식의 밖에서도(extra)를 강조하는 개혁신학의 주장에 대해 그것을 칼빈신학자들이 주장하는 밖에서 (extra-Calvinisticum)라고 조롱조로 표현하면서 만들어진 신학적 용어이다. 영원한 아들이 지상 사역을 하는 동안에도 육체를 넘어서서 영원히 자신의 존재를 유지한다는 교리이다. 이 용어는 일반적으로 루터교도들이 개혁주의 신학을 언급할 때 사용하지만 칼빈주의자들은 교부들을 포함한 다양한 기독교인들이 이 교리를 주장해 왔다고 주장한다. 육체 밖에서(etiam extra carnem)라는 신학적 용어는 이미 중세 로마 가톨릭교회에서 논의되어 왔었다.

## 역사
칼케돈 정의 (AD 451)는 그리스도의 두 본성의 위격 적 연합에 대해 다음과 같이 말한다:
하나이시며 동일한 그리스도, 아들, 주, 독생자, 혼동할 수 없고, 변할 수 없고, 나눌 수 없고, 분리될 수 없는 두 본성으로 인정되는 것; 본성의 구별은 연합에 의해 결코 사라지지 않고 오히려 각 본성의 속성이 보존되고 한 인격과 한 존재 안에서 일치하며, 두 인격으로 분리되거나 분할되지 않고 하나이시며 동일한 아들, 독생자, 말씀 하나님, 주 예수 그리스도이다.
이 정의의 논리에서 발견되는 일부 긴장은 루터교와 개혁주의 신학자들이 그리스도의 인격에 대한 반대 교리를 제시함에 따라 개신교 종교 개혁 기간 동안 논쟁으로 확대되었다. 논쟁은 주로 그리스도의 인성에 관한 것이었다. 예를 들어, 이 혼동할 수 없고, 변할 수 없고, 분리될 수 없는 연합이 그리스도의 편재와 어떤 관련이 있는가? 그리스도의 두 본성과 그분의 편재하심 사이의 관계에 대한 개혁파의 이해를 보통 엑스트라 칼비니스티쿰라고 부른다. 영원한 아들이 지상에서 사역하는 동안에도, 그리고 영원히 육체 너머에서도 자신의 존재를 유지한다고 가르친다.
이러한 신학적 구분은 루터 기독론과는 대조적이다. 마르틴 루터의 신학에서 예수 그리스도는 신성한 본성뿐만 아니라 인간 본성에도 편재하는데, 이는 두 본성 사이의 속성 전달(communicatio idiomatum, communication of properties)이 있기 때문이다. 루터교와 달리 개혁파는 말씀은 인간 본성과 완전히 일치하지만 결코 인간 본성 안에 완전히 포함되지 않으므로 성육신에서도 인간 본성 너머 또는 외부로 생각해야 한다고 주장한다.

## 루터파 안에서 논쟁
이 용어는 튀빙겐과 기센의 라이벌 루터파 간의 논쟁(1620년대)에서 처음 사용되었다. 양쪽 모두 성육신에서는 어디에나 존재하는 신성의 힘이 모든 곳(편재)에서 인성으로 전달된다는 데 동의했다. 튀빙겐 학파는 지상 사역 기간 동안 그리스도는 단순히 몸이 편재하는 힘을 숨겼다고 주장했다. 기센 학파는 그 기간 동안 그리스도께서 실제로 그 능력을 비우셨다고 주장했다. 후자의 입장을 가르치는 것은 튀빙겐의 T. 툼 (1623)
은 일드르을 반대하는 것으로,  엑스트라 칼빈주의를 다시 도입하기 위한 것이었다. 이미 2년 전에 발타사르 멘처(Baltha- sar Mentze)는 일루드 엑스트라 칼비니스티쿰라는 용어를 사용했다. 이 용어는 어떤 형태로든 많은 루터교도들과 1620년대 루터교와 개혁파 대표들 사이에서 의견을 반영한다. 1564년, 심한 논쟁에서 "칼빈주의자"는 "츠빙글리주의자"와 동등한 의미로 "성찬론자", 즉 그리스도가 성찬에 "성사적으로만, 실제로는 존재하지 않는다고 가르치는 사람들"로 분류된 반대자들을 지칭하는 용어가 되었다. 이 분류는 칼빈 자신이 성찬론적 입장에 반대했기 때문에 정확했다. 그는 성령의 능력에 의해 그리스도의 모든 전체 것이 아닌 (Christus totus sed non totum) 성만찬에 실재로(realiter) 임재한다고 가르쳤다(CO 9, 194-95, 507).

## 칼뱅과 extra calvinisticum
extra calvinisticum 관련하여 기독교강요 2.13.4에서 칼뱅은 다음과 같이 말한다.
만약 무한한 본질(immeasurable essence)을 가진 말씀이 인간의 본성과 결합하여 한 인격을 이루었다면, 우리는 그가 그 속에 제한되어 있다고 생각하지 않기 때문이다. 여기에 놀라운 사실이 있는 것이다. 즉, 하나님의 아들이 하늘로부터 내려왔지만, 하늘을 버리지 않았고(without leaving heaven), 자의(自意)로 동정녀의 태에서 태어나시며, 지상을 두루 다니시며, 십자가에 달리시는 동시에, 그가 태초로부터 하신 바와 같이, 항상 세상에 편만하셨다는 것이다.
그리스도의 한 인격안에서 그의 신성과 인성의 온전하게 있다는 것을 보여준다. 칼케돈 신조의 핵심 내용에도 충실한 점을 칼빈이 주장한다. 속성간의 전달을 반대하는 개혁파는 신성과 인성간에 어떤 작용보다는 신성은 신성이고 인성은 인성으로 그리스도를 이해했다.

## 하이델베르크 요리문답
extra calvinisticum과 하이델베르크 요리문답, Q. 48
[질문 48] 그리스도께서 신성으로는 우리와 함께 계시고, 인성으로는 함께 계시지 않는다면, 그리스도의 이 두 가지 본성은 서로 분리되어 있다는 것입니까?
[답] 1) 전혀 그렇지 않습니다. 그의 신성은 불가해적(무한하며)이며 어디에나 계시기 때문에,  그리스도의 신성은 그분이 취하신 인성의 영역 넘어(extra naturam humanam)에도 계시는 것이 분명합니다. 그러나 인격적으로 그의 인성과 연합하여 있습니다.

## 이 교리의 논쟁이전 역사
이용어는 1620 년경 루터교 스콜라 신학자들에 의해 주어진 신학 용어이며, 이 교리는 존 칼빈의 이름을 따서 명명되었으며 그와 관련이 있지만, 교부들에서 일반적으로 발견되며 어거스틴의 기독론에서 두드러진다. E. 데이비드 윌리스는 하포의 어거스틴, 피터 롬바드, 다마스쿠스의 요한, 나지안 주스의 그레고리, 토마스 아퀴나스, 던 스코투스, 가브리엘 비엘, 자크 르페브르 데스타플의 저술에서이 교리의 존재를 보여준다. 앤드류 M. 맥기니스는 이 연구를 발전시키고, 알렉산드리아의 시릴의 저술에서 교리의 증거를 보여준다.

## 같이 보기
- 장 칼뱅의 신학